# (4159) Freeman
(4159) Freeman (1989 GK) – planetoida z pasa głównego asteroid okrążająca Słońce w ciągu 4,07 lat w średniej odległości 2,55 j.a. Odkryta 5 kwietnia 1989 roku.